# Acryllium vulturinum
Acryllium vulturinum sau bibilica vulturină este cea mai mare specie existentă de bibilică. Din punct de vedere sistematic, este înrudită doar la distanță cu alte genuri de bibilică. Este un membru al familiei de păsări Numididae și este singurul membru al genului Acryllium. Se reproduce în nord-estul Africii, din sudul Etiopiei, prin Kenya și până în nordul Tanzaniei.

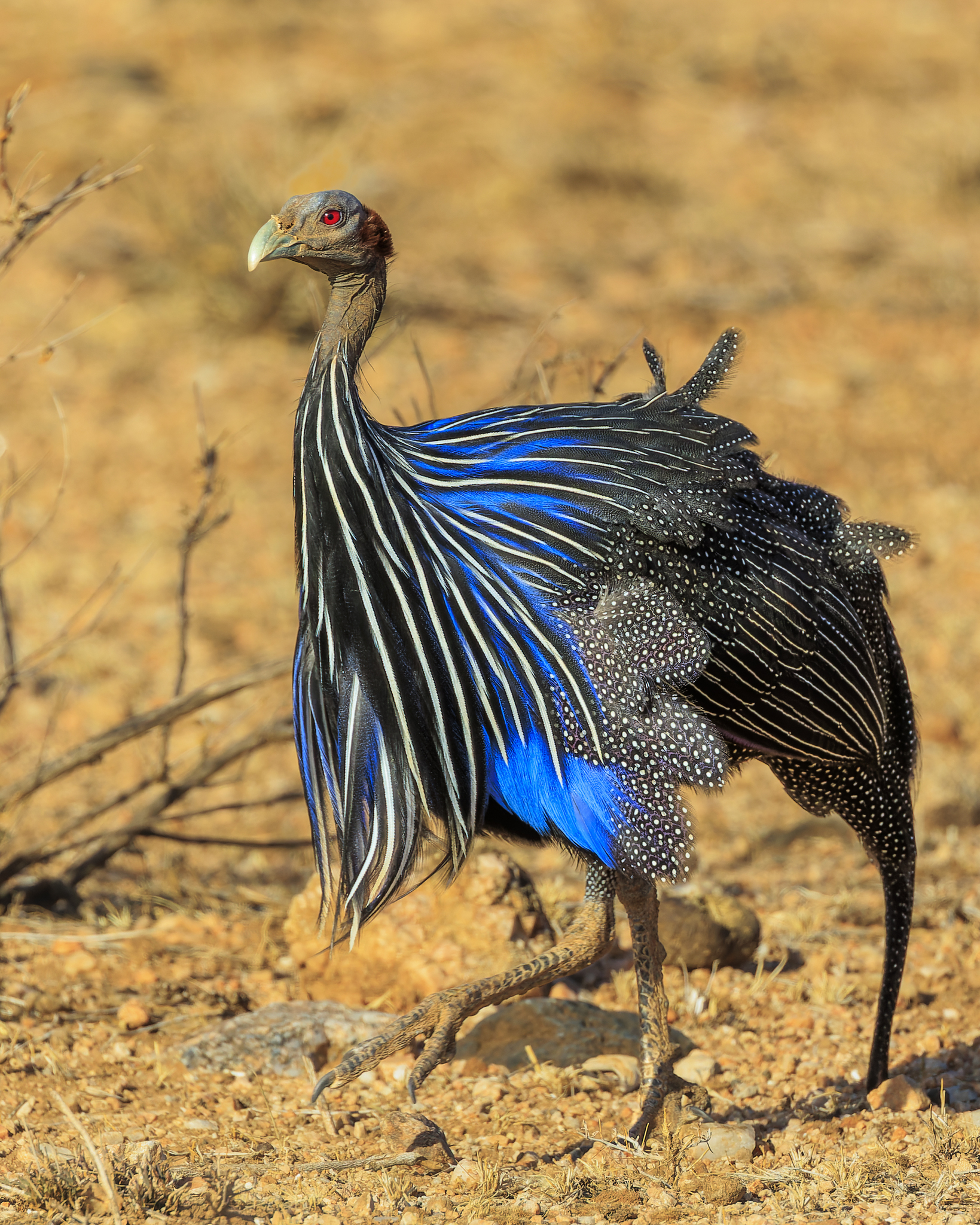
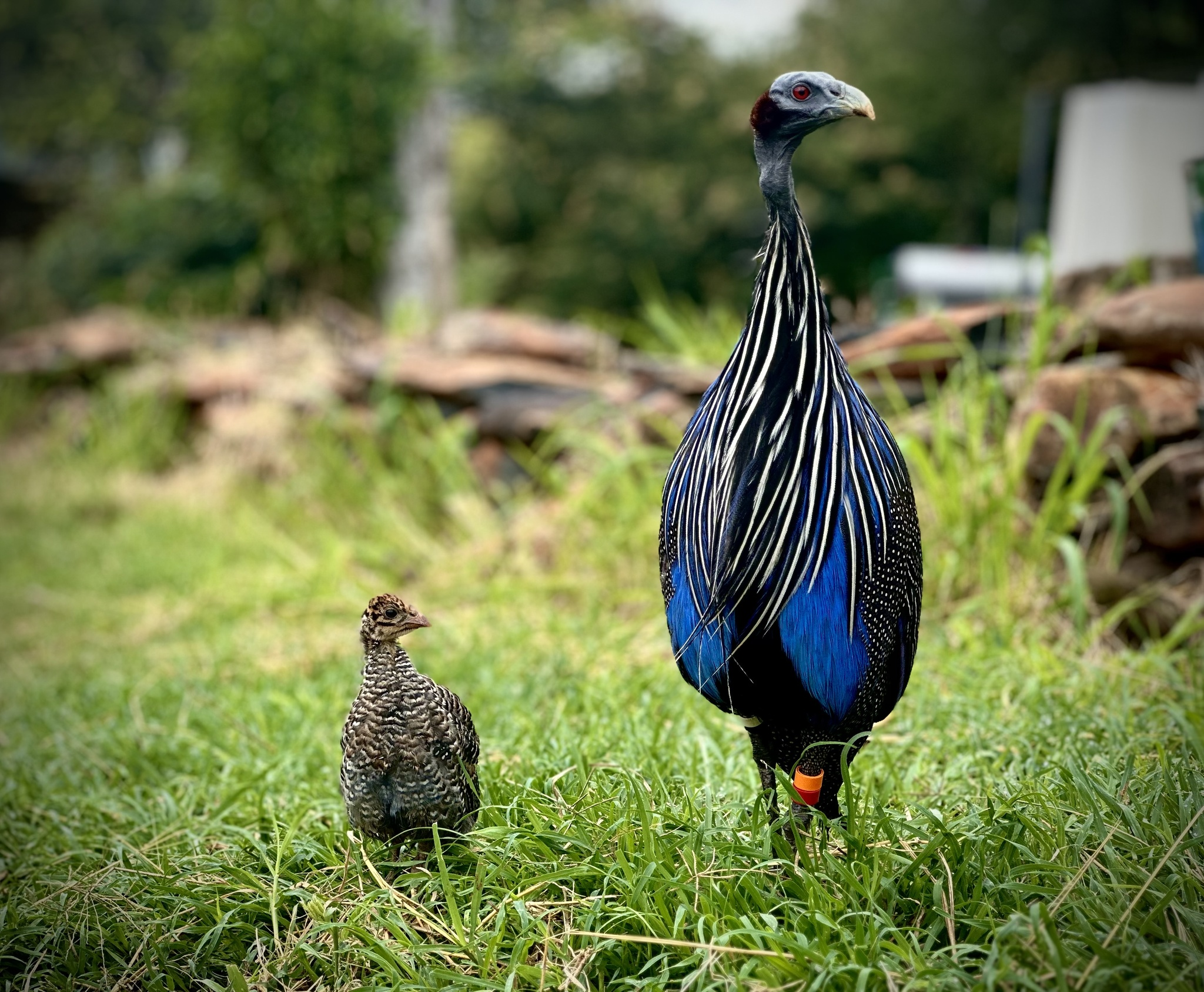
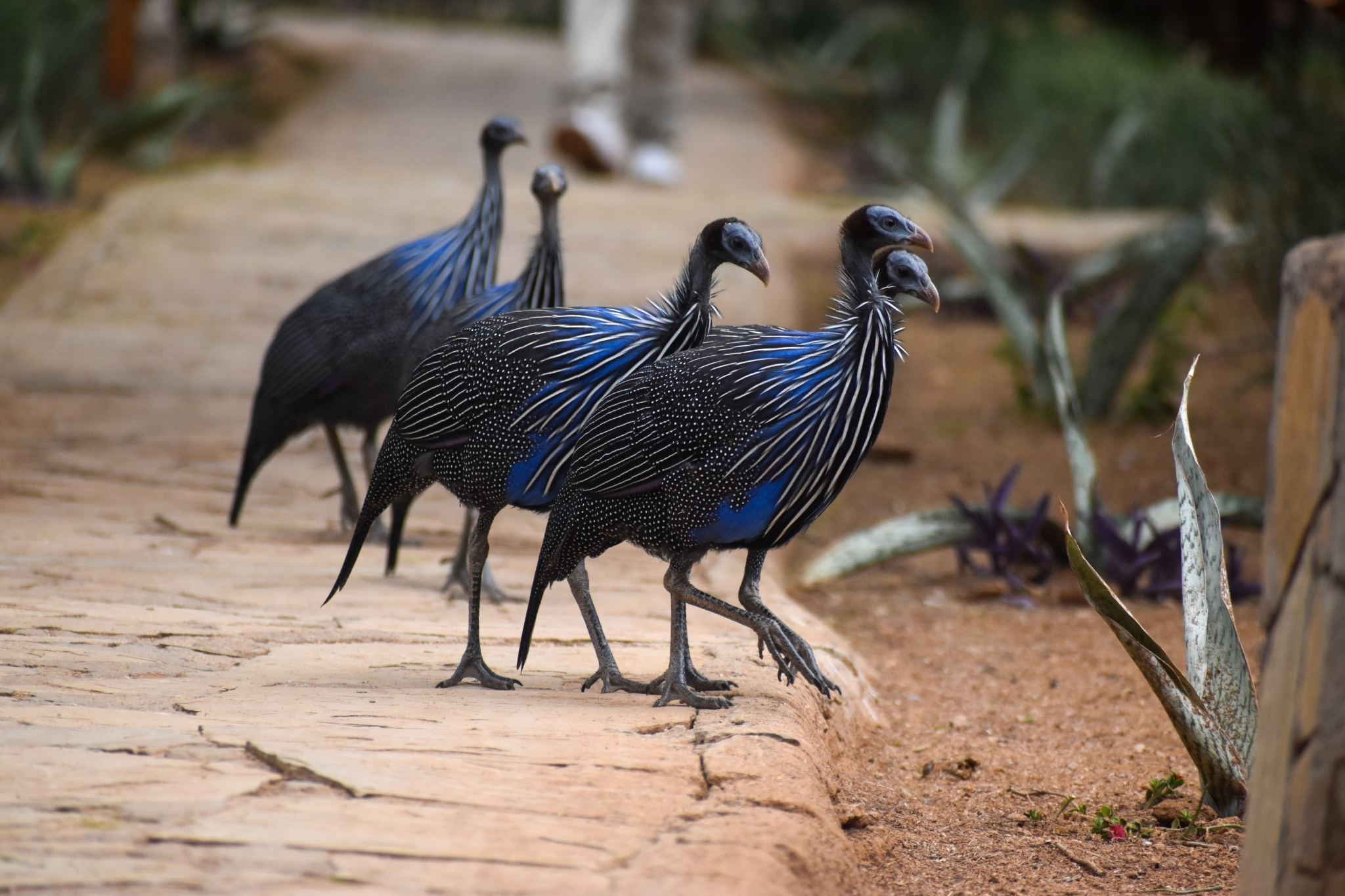
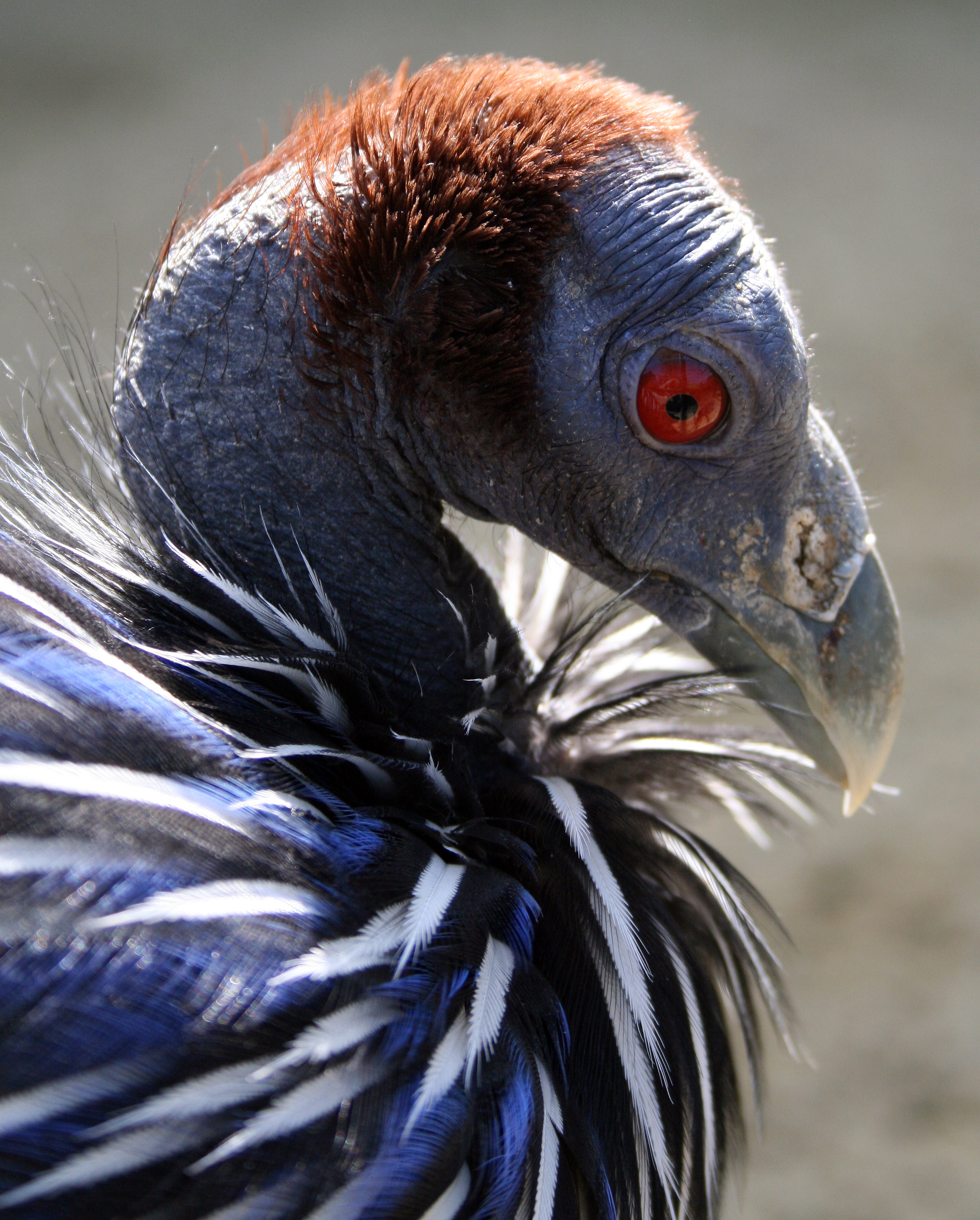